# Wiktoria Fedakówna
Wiktoria Fedakówna (pseud. Uśka, ur. 1917, zm. 2 lipca 1940 w Krakowie) – polska żołnierka, członkini Związku Walki Zbrojnej, ofiara terroru hitlerowskiego.
Jako członkini Związku Walki Zbrojnej prowadziła (wespół z matką - Marią Fedak) punkt kontaktowy w zakopiańskiej willi "Dafne" (ul. Jagiellońska 10). Punkt działał od 1939 i służył osobom (głównie kurierom podziemia), które oczekiwały na przerzut przez Tatry do Budapesztu. Działalność punktu została rozpracowana przez gestapo. 20 lutego 1940 obie kobiety zostały aresztowane i osadzone w niemieckiej katowni "Palace" - zakopiańskiej siedzibie gestapo. Wiktoria oczyściła matkę i wzięła całą winę na siebie. Została skazana na śmierć po pobycie w więzieniu na ul. Montelupich w Krakowie. Przed egzekucją wystąpiła przeciwko tej części skazanych, którzy błagali esesmanów o darowanie życia. Nakazała im zachowanie godności i zaintonowała polski hymn. Esesmani obecni przy zdarzeniu rzucili ją wówczas na ziemię i pokłuli bagnetami. Zawleczona do piwnicy więzienia żyła jeszcze kilka godzin - jej jęki były wyraźnie słyszane przez współwięźniów-świadków. Matkę Wiktorii wypuszczono po kilku miesiącach za wysokim okupem.
Na Nowym Cmentarzu w Zakopanem istnieje jej symboliczny grób.